# Myra Åhbeck Öhrman
Myra Hulda Lovisa Åhbeck Öhrman, född den 31 oktober 1985 i Stockholm, är en svensk kulturskribent, debattör och medieprofil. Hon diskuterar ofta internetkultur, pornografi, könsidentitet och normkritisk feminism.

## Biografi
Myra Åhbeck Öhrman växte upp i Härnösand och började 2016 arbeta som researcher och kampanjansvarig för sajten Inte rasist, men..., vilken granskade och kritiserade Sverigedemokraterna och deras representanter. 
Från 2017 till 2020 var hon en av de tre värdarna i podden Haveristerna, jämte Axel Luo Öhman och sin tidigare medarbetare från Inte rasist men... Henrik Johansson
Under denna period började hon även skriva krönikor för Arbetet och Opulens. Hon har även skrivit[när?] för Syre och Expressen. Återkommande ämnen för hennes krönikor är internetkultur, antifascism och jämställdhetsfrågor. Åhbeck Öhrman var också en av författarna på Timbro Förlags Feminism – en antologi, som släpptes 2020.
Efter att hon lämnat Haveristerna började Åhbeck Öhrman regelbundet medverka i den direktsända podden Gott Snack med Fredrik Söderholm.